# Mocochá
Mocochá de Peón es una población del estado mexicano de Yucatán, localizada en el norte del estado. Es la cabecera del municipio homónimo.

## Toponimia
Mocochá significa literalmente en idioma maya, reflejo del nudo en el agua, por derivarse de las voces Moc, nudo; och, sombra y a, agua. Una interpretación más libre establecería el significado de Agua del agujero. Una otra interpretación sería las dos palabras mayas, mok'och, fosa y ja' (más breve a') agua.

## Historia
Pese a que hay vestigios arqueológicos en las cercanías de la localidad de Mocochá, no ha sido posible determinar si el sitio que ocupa el pueblo estuvo habitado en tiempos prehispánicos. Se sabe que perteneció al cacicazgo de Ceh Pech.
Hacia el año de 1649, en Mocochá se encontraba establecida una encomienda a favor de Francisco de Montejo (el Mozo).
Declarada la independencia de Yucatán en 1821, Mocochá formó parte del partido de la Costa, cuya cabecera fue Izamal. 
Posteriormente a mediados del siglo XIX el pueblo se integró al partido de Tixkokob, hasta que se erigió en cabecera del municipio libre del mismo nombre en 1918.

## Ubicación
Mocochá está ubicado 20 km al nor-oriente de la ciudad de Mérida, 20 km al sur- poniente de la ciudad de Motul de Carrillo Puerto.

## Sitios de interés
- En la cercanía de Mocochá, en la exhacienda denominada Tekat, existe un yacimiento arqueológico de la cultura maya abierto al público.
- En la cabecera municipal hay un centro cultural deonominado Luis Pérez Sabido en honor de uno de los hijos distinguidos del municipio el poeta y compositor Luis Pérez Sabido, autor de la letra del himno de Yucatán.

## Galería

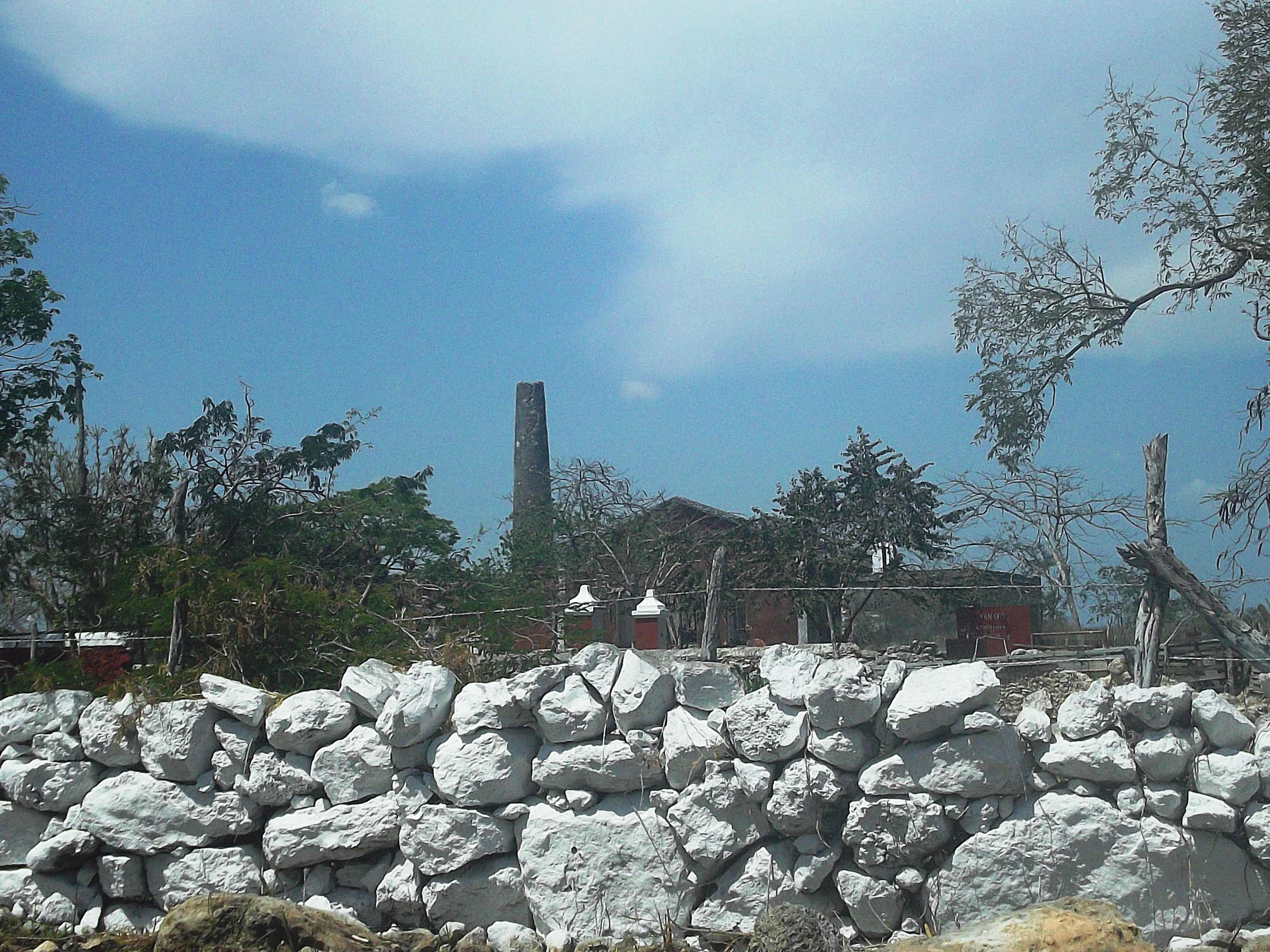
Vista de la hacienda Mocochá.
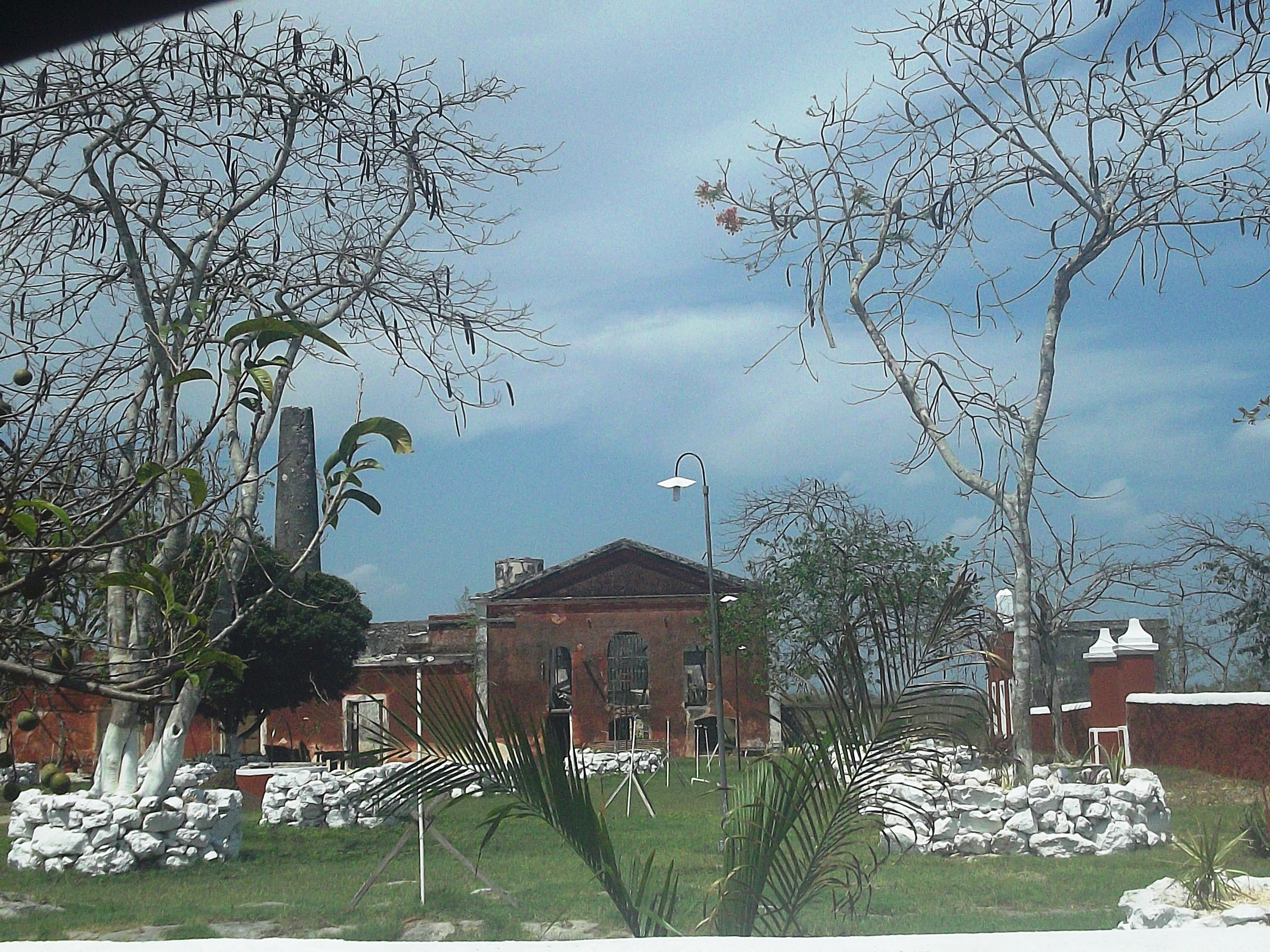
Vista de la hacienda Mocochá.
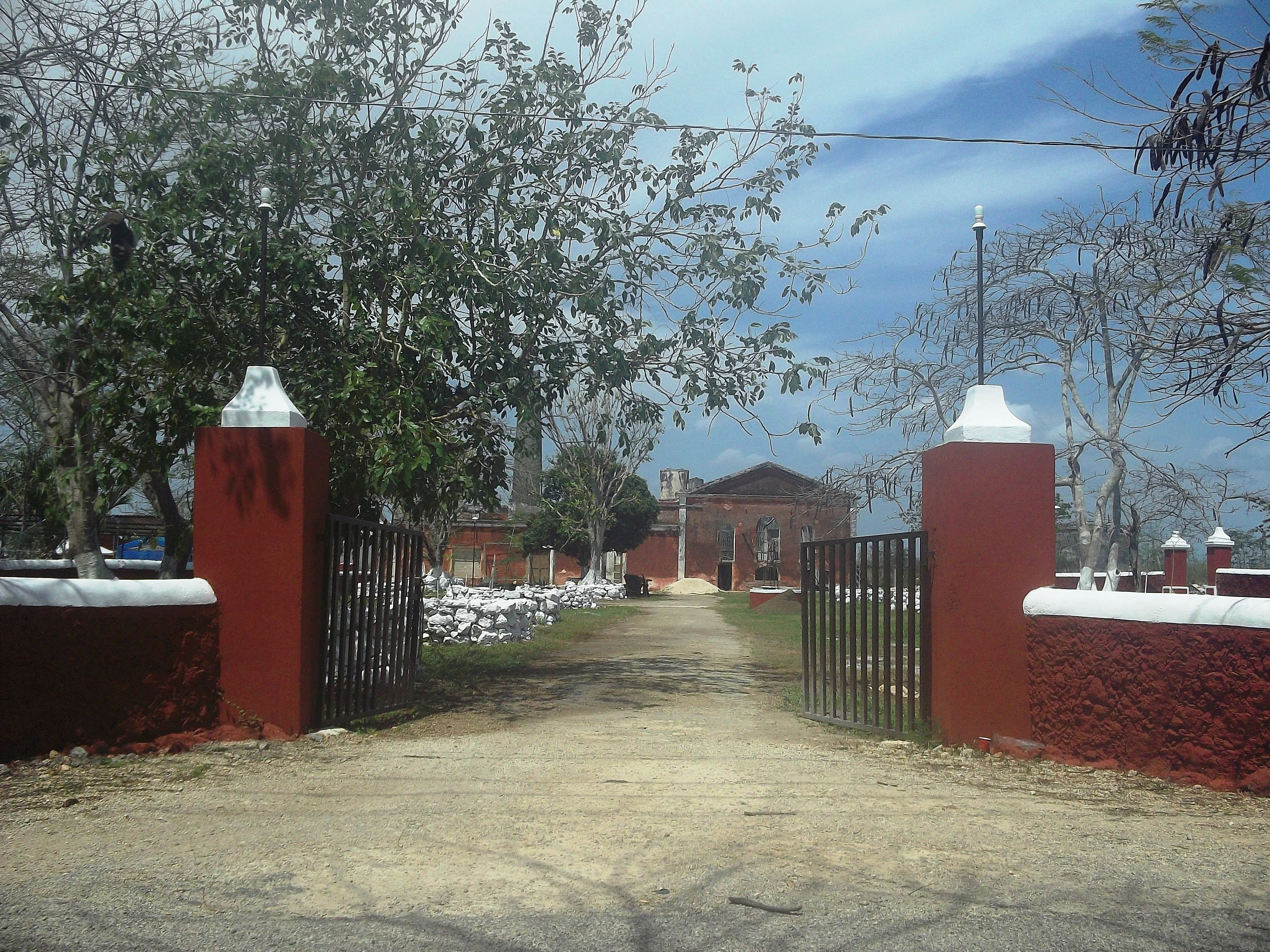
Vista de la hacienda Mocochá.
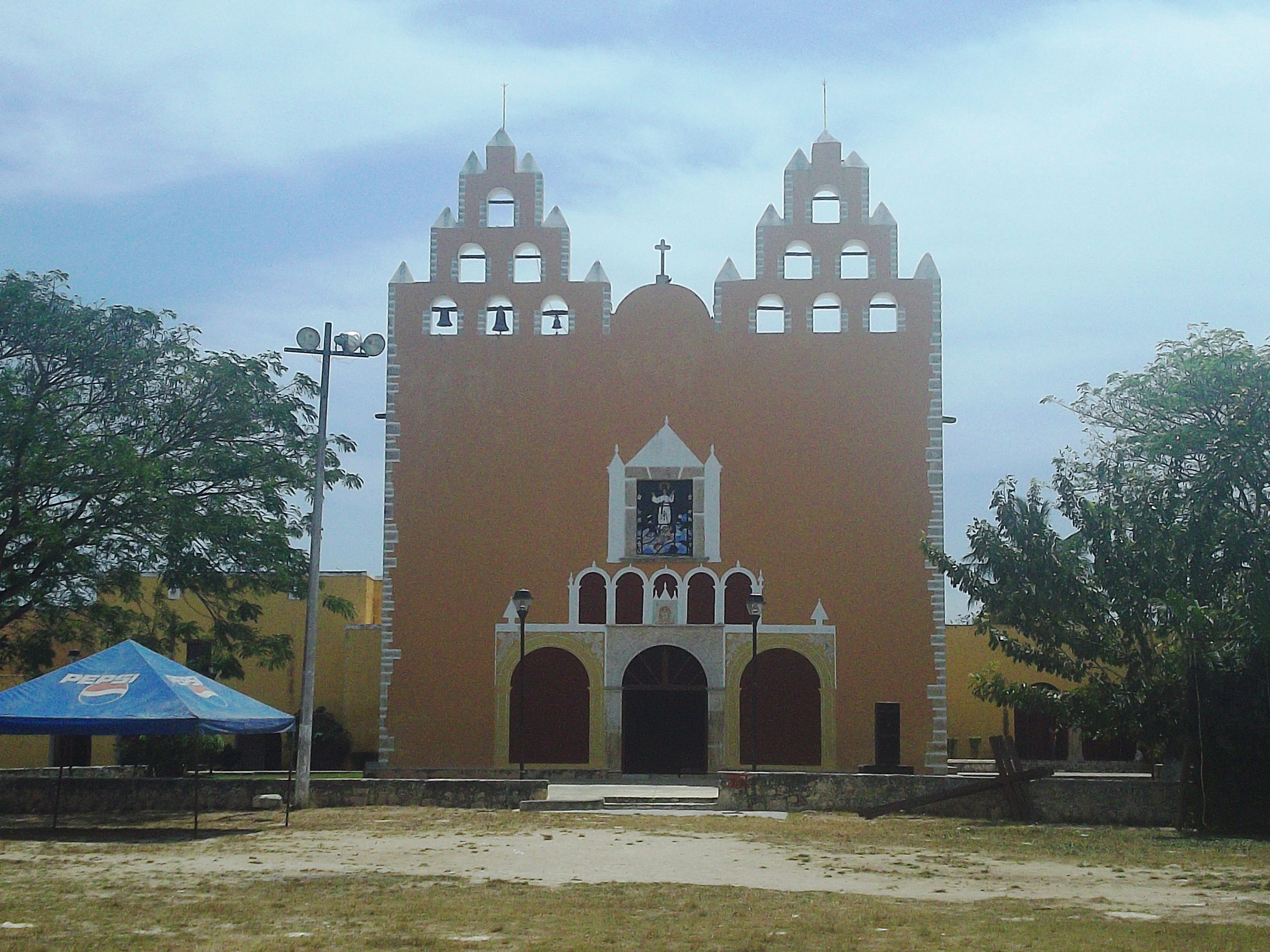
Iglesia principal de Mocochá.
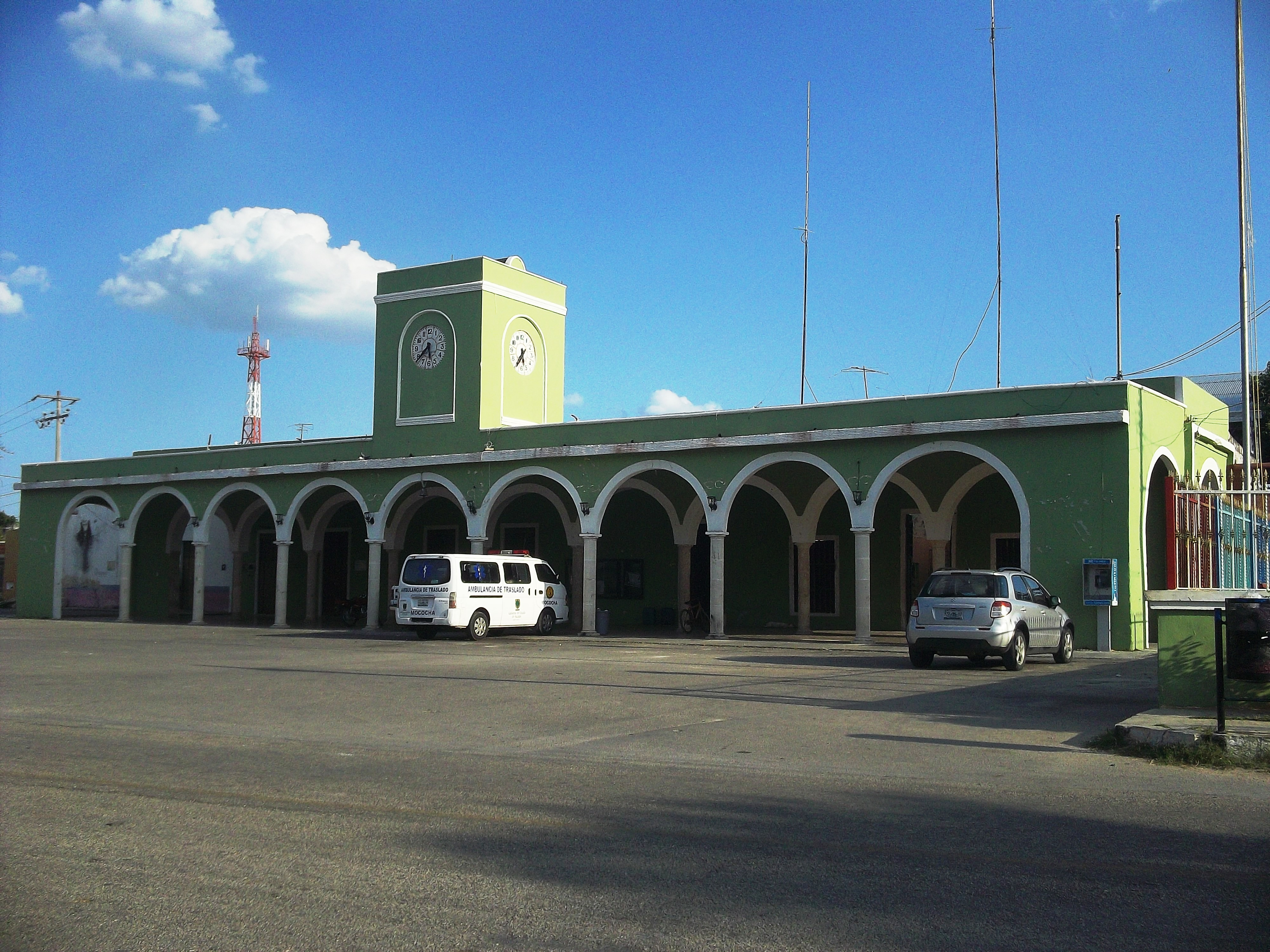
Palacio municipal de Mocochá.
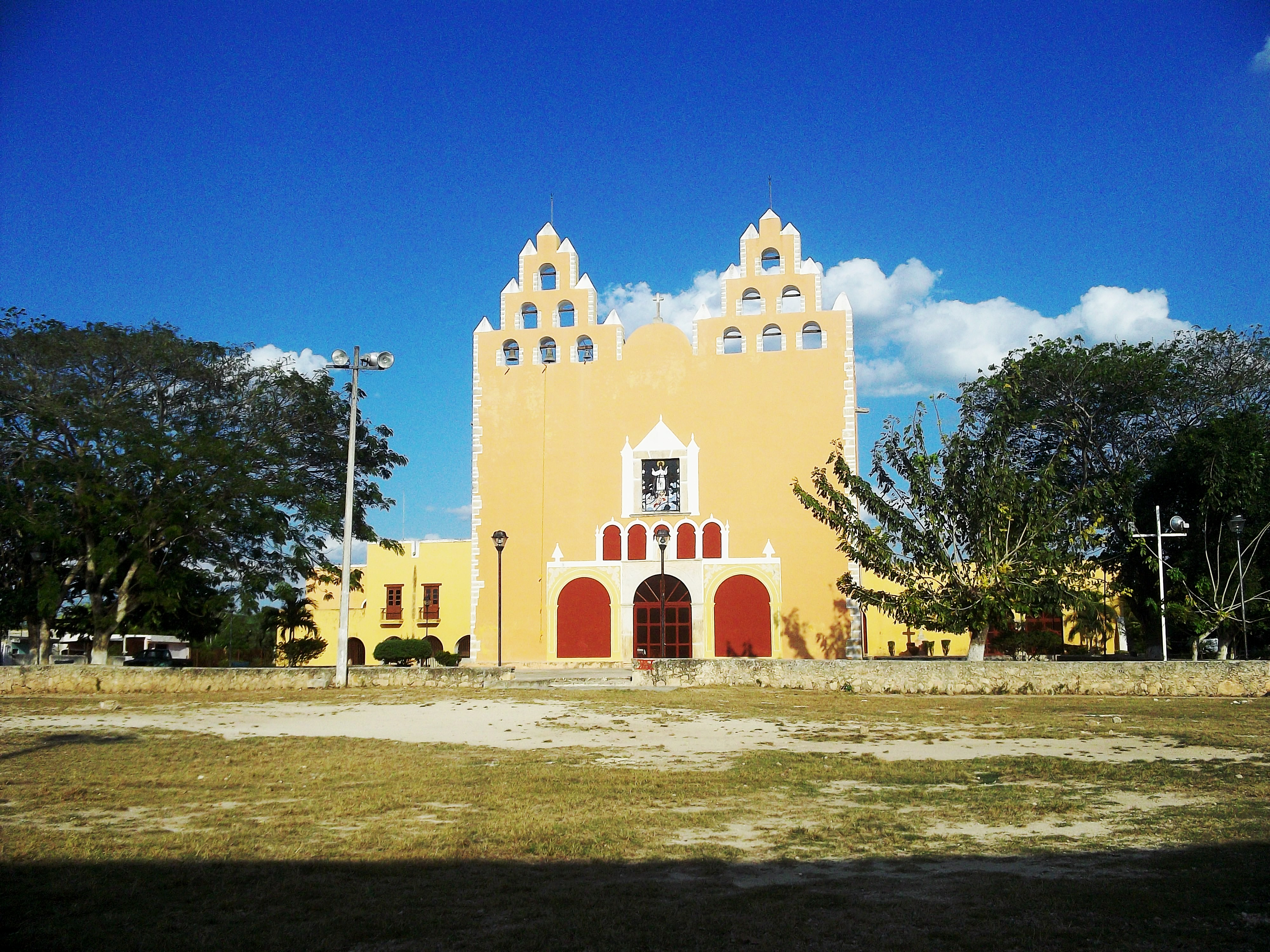
Iglesia principal de Mocochá.